# アンディ・トレーシー
アンドリュー・マイケル・トレーシー（Andrew Michael "Andy" Tracy  , 1973年12月11日 - ）は、アメリカ合衆国オハイオ州出身の元プロ野球選手（内野手）。

## 来歴・人物
1996年にモントリオール・エクスポズに入団。マイナー生活が長かったが、1999年には2Aで37本塁打をマーク。2000年には3Aに昇格したがそこでも活躍し、メジャーに昇格。7月22日のフロリダ・マーリンズ戦では、1試合7打点を記録している。この年は打率.260・11本塁打をマークした。しかし、翌2001年は打率1割と大不振で、この年のオフにニューヨーク・メッツにトレードされる。
2002年のオフにはコロラド・ロッキーズに移籍。なかなかメジャーからの声はかからなかったが、2004年には3Aで打率.315・33本塁打・120打点の好成績をマークし、3年ぶりにメジャーも経験した。
2005年4月、新球団1年目で深刻な得点力不足に悩まされていた東北楽天ゴールデンイーグルスに入団。不振のルイス・ロペスとデイモン・マイナーに変わる助っ人として期待された。当初はまずまずの打率を残していたが、期待された本塁打がなかなか出ないうちにジリジリと打率を下げてしまう。守備に関しても何でもないフライを落球してチームの敗戦につながってしまうなど、決して上手ではないロペス以上に下手ということを露呈してしまった。
当初はトレーシーが三塁手、ロペスが一塁手または指名打者でスタメン出場していたが、2人とも打てないことから、6月以降はロペスとの二者択一で三塁で使われることになる。しかしシーズンを通して打率は2割を少し超える程度であり、チャンスにも弱かったことから、8月末には二軍落ちし、そのまま解雇された。
2008年、フィラデルフィア・フィリーズとマイナー契約。同年、4年ぶりのメジャー復帰を果たした。
2011年のシーズンを最後に現役を引退。2012年は、フィラデルフィア・フィリーズ傘下A-級のウィリアムズポート・クロスカッターズの監督を務めた。
その後はフィリーズ傘下マイナーチームのコーチなどを経て、2019年よりクリーブランド・インディアンス傘下AAA級コロンバス・クリッパーズの打撃コーチに就任。2020年より監督に昇格。

## 詳細情報

### 年度別打撃成績
| 年 度    | 球 団    | 試 合 | 打 席 | 打 数 | 得 点 | 安 打 | 二 塁 打 | 三 塁 打 | 本 塁 打 | 塁 打 | 打 点 | 盗 塁 | 盗 塁 死 | 犠 打 | 犠 飛 | 四 球 | 敬 遠 | 死 球 | 三 振 | 併 殺 打 | 打 率 | 出 塁 率 | 長 打 率 | O P S |
| -------- | -------- | ----- | ----- | ----- | ----- | ----- | -------- | -------- | -------- | ----- | ----- | ----- | -------- | ----- | ----- | ----- | ----- | ----- | ----- | -------- | ----- | -------- | -------- | ----- |
| 2000     | MON      | 83    | 218   | 192   | 29    | 50    | 8        | 1        | 11       | 93    | 32    | 1     | 0        | 0     | 2     | 22    | 1     | 2     | 61    | 3        | .260  | .339     | .484     | .824  |
| 2001     | MON      | 38    | 63    | 55    | 4     | 6     | 1        | 0        | 2        | 13    | 8     | 0     | 0        | 0     | 2     | 6     | 0     | 0     | 26    | 1        | .109  | .190     | .236     | .427  |
| 2004     | COL      | 15    | 17    | 16    | 1     | 3     | 1        | 0        | 0        | 4     | 1     | 0     | 0        | 0     | 0     | 1     | 0     | 0     | 8     | 0        | .188  | .235     | .250     | .485  |
| 2005     | 楽天     | 63    | 201   | 172   | 22    | 36    | 6        | 1        | 6        | 62    | 15    | 0     | 1        | 0     | 0     | 28    | 0     | 1     | 62    | 3        | .209  | .323     | .360     | .684  |
| 2008     | PHI      | 4     | 4     | 2     | 0     | 0     | 0        | 0        | 0        | 0     | 1     | 0     | 0        | 0     | 1     | 1     | 0     | 0     | 1     | 0        | .000  | .250     | .000     | .250  |
| 2009     | PHI      | 9     | 12    | 12    | 1     | 5     | 0        | 1        | 0        | 7     | 1     | 0     | 0        | 0     | 0     | 0     | 0     | 0     | 3     | 0        | .417  | .417     | .583     | 1.000 |
| MLB：5年 | MLB：5年 | 149   | 314   | 277   | 35    | 64    | 10       | 2        | 13       | 117   | 43    | 1     | 0        | 0     | 5     | 30    | 1     | 2     | 99    | 4        | .231  | .306     | .422     | .728  |
| NPB：1年 | NPB：1年 | 63    | 201   | 172   | 22    | 36    | 6        | 1        | 6        | 62    | 15    | 0     | 1        | 0     | 0     | 28    | 0     | 1     | 62    | 3        | .209  | .323     | .360     | .683  |

### 記録
NPB
- 初出場・初先発出場：2005年5月4日、対千葉ロッテマリーンズ7回戦（千葉マリンスタジアム）、5番・三塁手で先発出場
- 初打席：同上、2回表に久保康友から一塁ゴロ
- 初安打：同上、6回表に久保康友から右前安打
- 初本塁打・初打点：2005年5月5日、対千葉ロッテマリーンズ8回戦（千葉マリンスタジアム）、6回表に小宮山悟から右越ソロ

### 背番号
- 46 （2000年）
- 22 （2001年）
- 18 （2004年）
- 65 （2005年）
- 64 （2008年 - 同年途中）
- 33 （2008年途中 - 2009年）